# Una vena d'odio
Una vena d'odio (Gold Mine) è un romanzo di Wilbur Smith scritto nel 1970. Il libro è uscito in Italia nel 1979, edito dalla Arnoldo Mondadori Editore nella collana Cerchiorosso.

## Trama
In Sud Africa, nelle vicinanze di Johannesburg, il giovane e brillante Rod Ironsides, esperto minerario, viene convocato dal potente Manfred Steyner, oscuro amministratore di un enorme terreno aurifero, il quale gli propone un'impresa ambiziosa quanto azzardata: aprire un varco nel "Grande Tuffo", una gigantesca parete oltre la quale, secondo le mappe, dovrebbe trovarsi il più ricco giacimento aurifero del mondo. Ironsides accetta l'incarico ma subito si rende conto che il progetto di Steyner nasconde una terribile insidia. Al di là del "Grande Tuffo", infatti, molti elementi confermano l'esistenza di un enorme lago sommerso...Perché Steyner vuole provocare un disastro? E perché tratta con incredibile freddezza sua moglie, la dolce Theresa, legittima proprietaria del terreno? Spinto dall'onestà, Rodney informa la donna circa la pericolosità dell'impresa e mentre tra i due l'amicizia si trasforma ben presto in amore, il folle disegno di Steyner diviene di ora in ora sempre più chiaro. Ormai è in gioco la vita di tutti...

## Edizioni
- Wilbur Smith, Una vena d'odio, traduzione di P. Anselmi, Oscar bestsellers, Mondadori, 1985,  p. 250, ISBN 9788804302827.
- Wilbur Smith, Una vena d'odio, traduzione di Roberta Rambelli, Teadue, TEA, 1997,  p. 321, ISBN 9788878182318.
- Wilbur Smith, Una vena d'odio, traduzione di Roberta Rambelli, Tea più, TEA, 11 ottobre 2018,  p. 321, ISBN 9788850251568.
- Wilbur Smith, Una vena d'odio, traduzione di Roberta Rambelli, Super TEA, TEA, 17 marzo 2022,  p. 336, ISBN 9788850263431.

## Altri media
Da questo libro è stato tratto il film Gold, uscito nel 1974, con Roger Moore e Susannah York.